# 줄리 커빙턴
줄리 커빙턴(Julie Covington, 1946년 9월 11일 ~ )은 영국의 여성 가수, 작사가, 영화배우, 뮤지컬 배우이다.

## 생애
1966년 영국에서 R&B 가수 첫 데뷔하였고 1972년 오스트레일리아 영화 《The adventures of Barry McKenzie》의 조연으로 영화배우 데뷔하였으며 1974년 뮤지컬 배우로 데뷔하였고 1976년 연극배우 데뷔하였다.

## 유명세
영국 여성 R&B 가수 1세대라 하여도 지나치지 않는 그녀는 여성 가수 겸 뮤지컬 배우이지만 프레디 개리티, 마이클 크로포드, 앤디 깁, 토니 해들리 등의 영국 뮤지컬 배우 겸업 남성 가수들과 아울러 영국 가수 겸 뮤지컬 배우의 위상적 표본으로 일컬어지는, 즉 영국 뮤지컬의 디바로 뜨거운 칭송을 받은 그녀는 보통적으로 대한민국 국내에서는 《Don't cry for me, Argentina》라는 곡을 오리지널 원곡으로 부른 가수 겸 뮤지컬 배우로 잘 알려져 있다.